# Sopor Aeternus & The Ensemble of Shadows
Sopor Aeternus & The Ensemble of Shadows – projekt niemieckiej transpłciowej artystki znanej pod pseudonimem „Anna-Varney Cantodea”. Muzyka Sopor Aeternus (co znaczy w wolnym tłumaczeniu z łaciny „wieczny sen” lub „sen śmierci”) to utrzymane w mrocznym klimacie połączenie muzyki poważnej, dark wave’u i rocka gotyckiego z elementami elektronicznymi.

## Życiorys
Ze swojej odmienności artystka zdała sobie sprawę już we wczesnym dzieciństwie. Swoje życie prywatne utrzymuje w tajemnicy i jest artystką wyłącznie studyjną. 
W 1989 Varney i niejaki Holger poznali się w klubie Negativ we Frankfurcie. Nagrali razem Blut der schwarzen roze – trylogię składającą się z demo kaset Es reiten die Toten so schnell (tylko ta została wydana), Rufus on my lips i Till time and times are done. Wkrótce po utworzeniu powyższej Holger opuścił zespół, a muzyką Varney zainteresowała się nowo powstała wytwórnia płytowa Apocalyptic Visions, z którą współpracuje do dziś.

## Działalność
Znana jest z poparcia prawa do eutanazji, popierania weganizmu i wegetarianizmu oraz poprawy sytuacji prawnej mniejszości seksualnych. W swojej twórczości, oprócz typowych motywów muzyki gotyckiej, takich jak śmierć, cierpienie i samotność, angażuje osobiste doznania – wynikające z tożsamości płciowej – związane z doświadczeniem, jak to określa, „duchowego rozdarcia” lub „bycia wojownikiem w neutralnej strefie”. Stąd charakterystyczne dla Sopor Aeternus estetyka – równie ważnej jak muzyka – oprawy wizualnej twórczości oraz jej sceniczny wizerunek będący połączeniem elementów gotyckiej niesamowitości i transpłciowości.

## Dyskografia
- ...Ich töte mich jedesmal aufs Neue, doch ich bin unsterblich, und ich erstehe wieder auf; in einer Vision des Untergangs... (1994)
- Todeswunsch - Sous le soleil de Saturne (1995)
- Ehjeh Ascher Ehjeh EP (1995)
- The Inexperienced Spiral Traveller (1997)
- Voyager - The Jugglers of Jusa (1997)
- Dead Lovers' Sarabande (Face One) (1999)
- Dead Lovers' Sarabande (Face Two) (1999)
- Songs from the inverted Womb (2000)
- Nenia C'alladhan (2002) - wspólnie z Constance Fröhling
- Es reiten die Toten so schnell (2003)
- La Chambre D'Echo - Where the dead Birds sing (2004)
- Flowers in Formaldehyde EP (2004)
- The Goat / The Bells Have Stopped Ringing 12" vinyl (2005)
- Like a Corpse standing in Desperation (2005)
- Les Fleurs Du Mal(inne języki) (2007)
- Sanatorium Altrosa (Musical Therapy For Spiritual Dysfunction) (2008)
- A Strange Thing To Say EP (2010)
- Have You Seen This Ghost?(inne języki) (2011)
- Children of the Corn (2011)
- POETICA − all beauty sleeps(inne języki) (2013)
- Mitternacht - The Dark Night of the Soul(inne języki) (2014)
- Angel of the Golden Fountain (2015)
- The Spiral Sacrifice(inne języki) (2018)
- Death & Flamingos (2019)
- Island of the Dead (2020)